# Simon Maina Munyi
Simon Maina Munyi (* 18. März 1978) ist ein ehemaliger kenianischer Langstreckenläufer.

## Leben
1997 kam er nach Japan, wo er für das Firmenteam von Toyota startete. Im Jahr darauf wurde er über 10.000 m Zweiter bei den Goodwill Games und siegte bei den Commonwealth Games 1998 in Kuala Lumpur mit über 50 Sekunden Vorsprung.
2000 wurde er Siebter beim Tokio-Halbmarathon und gewann den Nagoya-Halbmarathon. 2001 stellte er bei den 10 Meilen von Kōsa mit 45:29 min eine Weltbestzeit auf. 2004 und 2005 wurde er Dritter beim Sapporo-Halbmarathon; beim Nagoya-Halbmarathon folgte einem zweiten Platz 2005 ein Sieg 2006.
1997 und 1998 wurde er Japanischer Meister über 5000 m, 2003 wurde er außer Konkurrenz startend Erster.
Nach einer längeren Verletzungspause wurde er von seinem Team gefeuert. Freunde vermittelten ihn an einen Automobilzulieferer, der ihn und Joseph Mwaura Kamau, einen weiteren kenianischen Läufer in derselben Situation, im September 2007 anstellte und für ihr Training ein Leichtathletikteam ins Leben rief. Im Oktober 2008 wurden beide Kenianer in Abschiebehaft genommen, weil die Einwanderungsbehörde ihnen ihr Athletenvisum aberkannte.

## Bestzeiten
- 5000 m: 13:10,71 min, 31. Mai 1998, Eugene
- 10.000 m: 27:18,74 min, 30. Mai 1999, Hengelo
- 10-Meilen-Straßenlauf: 45:29 min, 9. Dezember 2001, Kōsa
- Halbmarathon: 1:00:48 h, 23. November 2000, Nagoya